# Mark Dickel
Mark Dickel, né le 21 décembre 1976 à Christchurch, en Nouvelle-Zélande, est un joueur néo-zélandais de basket-ball, évoluant au poste de meneur.